# Acido hiragonico
L'acido hiragonico è un acido grasso lineare con 16 atomi di carbonio e 3 doppi legami in configurazione trans, con formula di struttura CH3-C=C-(CH2)2-C=C-(CH2)2-C=C-(CH2)4-COOH.
Fu identificato nel 1929 dai ricercatori giapponesi Yoshiyuki Toyama e Tomotaro Tsuchyia nell'olio di sardina giapponese ( Clupanodon melanostica). Nel 1935 la sua struttura fu chiarita dagli stessi ricercatori che ne hanno anche proposto il nome di "acido hiragonico", dal nome in giapponese della sardina: hirago. Successivamente è stato isolato nell'olio di palamitae nell'alga rossa Hypnea musciformis.
Esistono dubbi sulla configurazione tutto trans dell'acido hiragonico. Alcuni autori attribuiscono il nome "acido hiragonico" ad altri isomeri posizionali o cis dell'acido esadecatrienoico.
Alcuni studi avrebbero identificato l'acido hiragonico nell'olio di semi di pongamia pinnata.